# Pseudomyrmex holmgreni
Pseudomyrmex holmgreni är en myrart som först beskrevs av Wheeler 1925.  Pseudomyrmex holmgreni ingår i släktet Pseudomyrmex och familjen myror. Inga underarter finns listade i Catalogue of Life.

## Bildgalleri

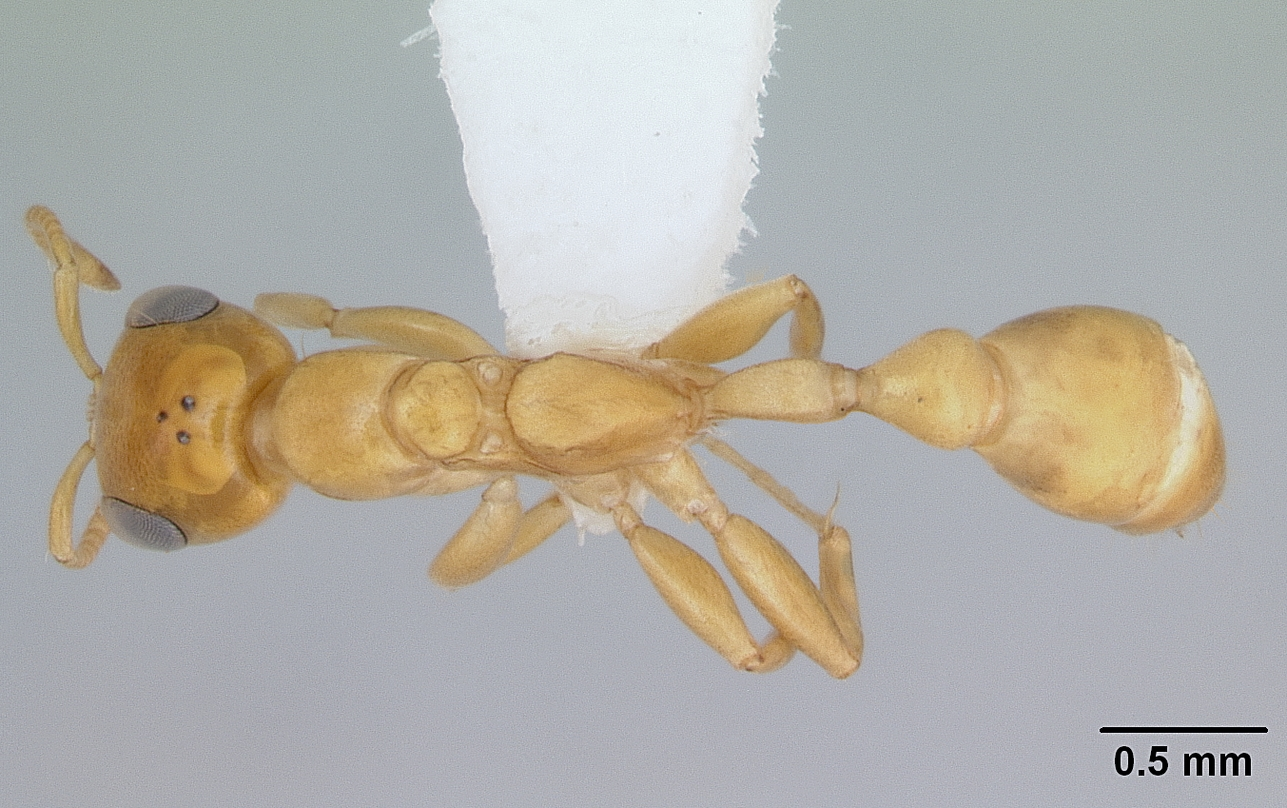
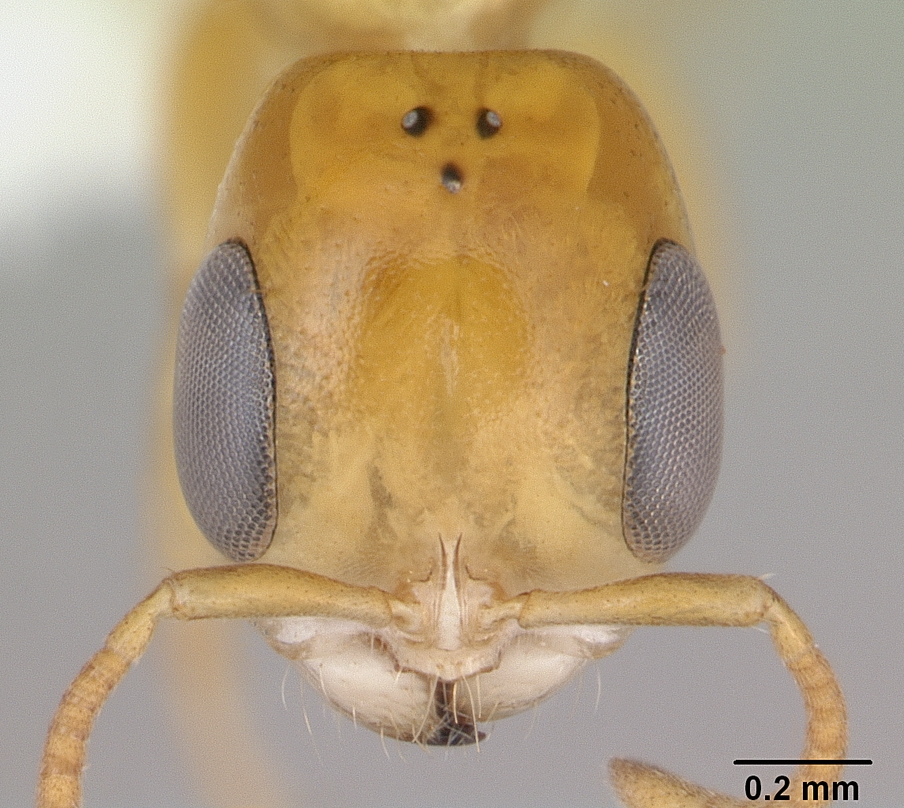
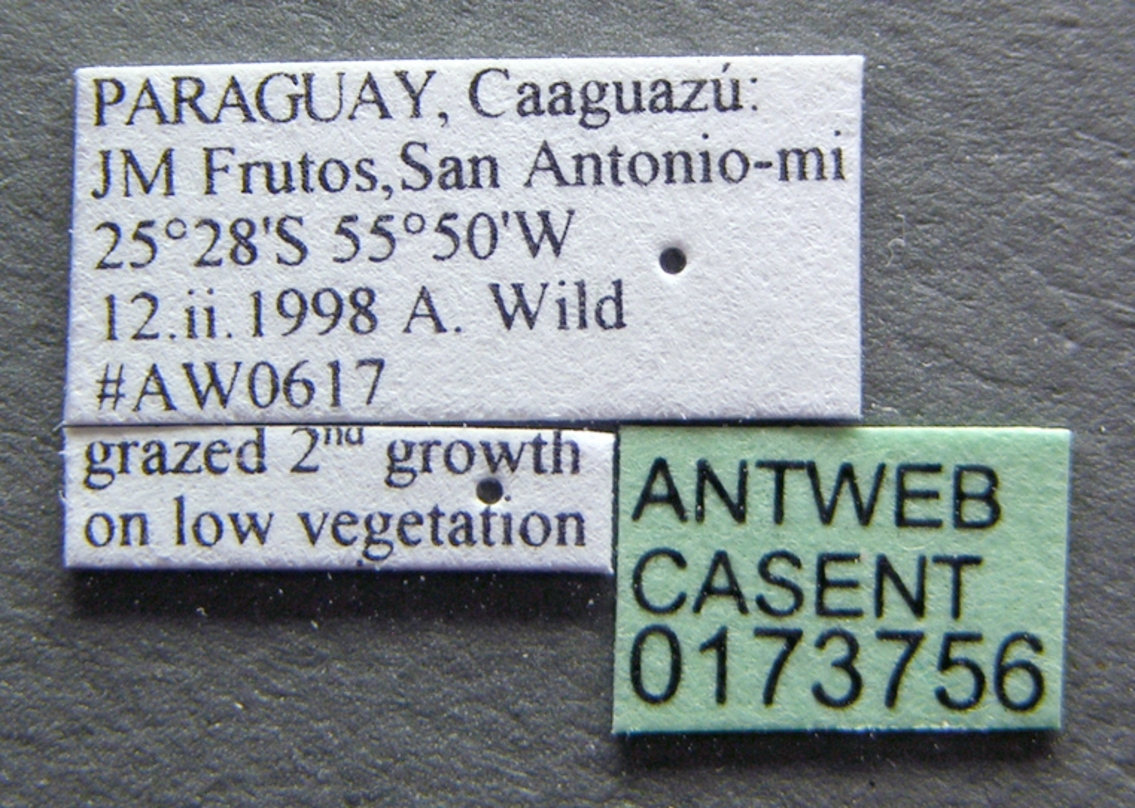
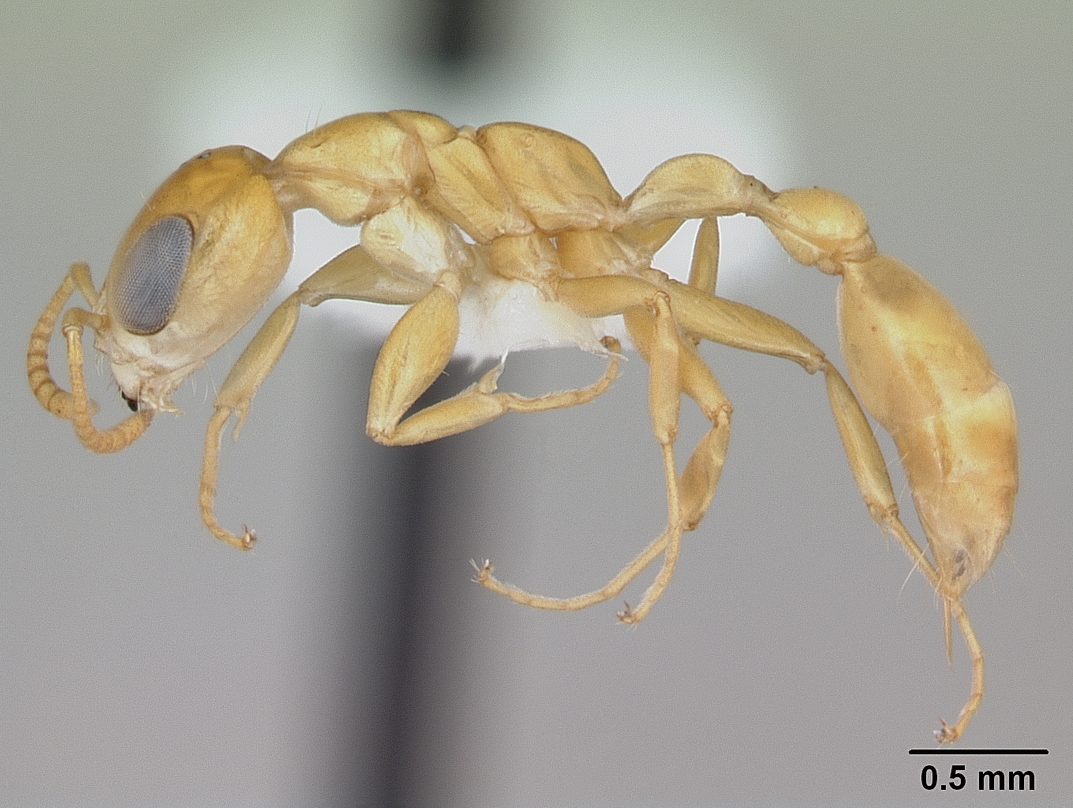
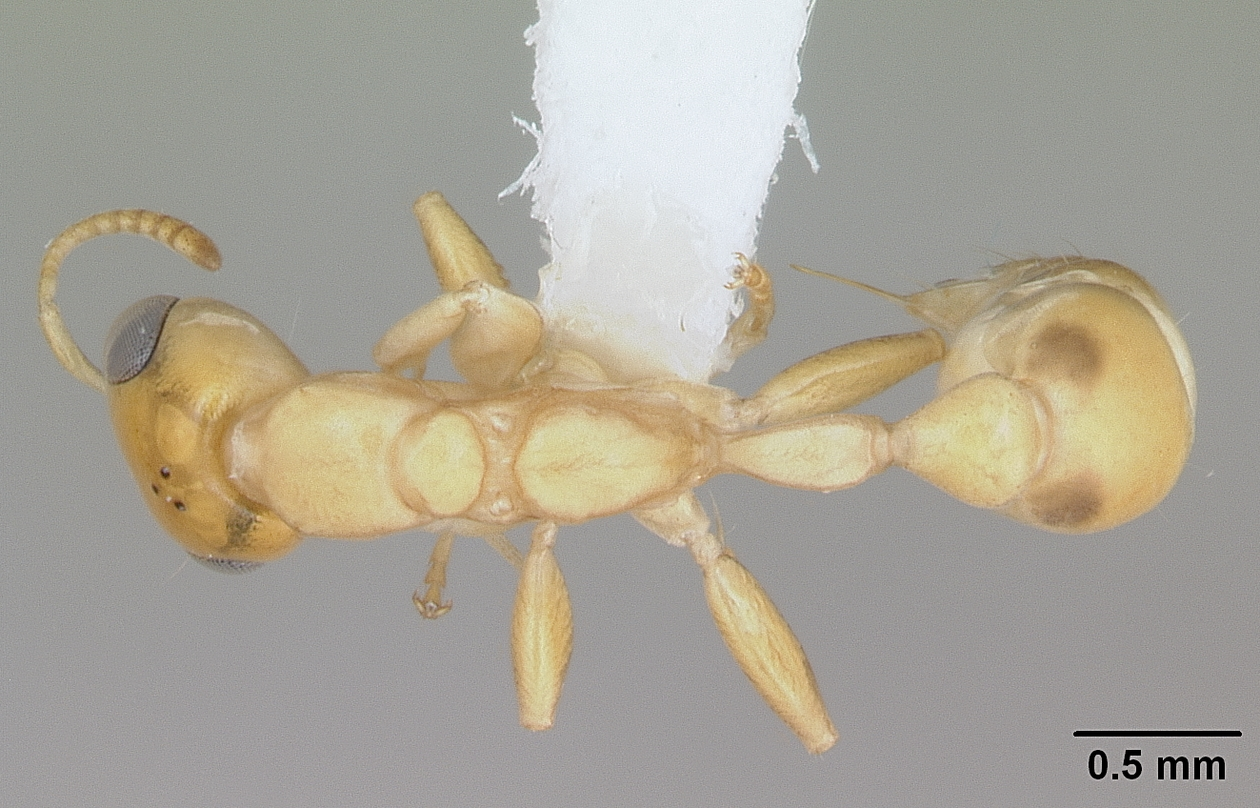
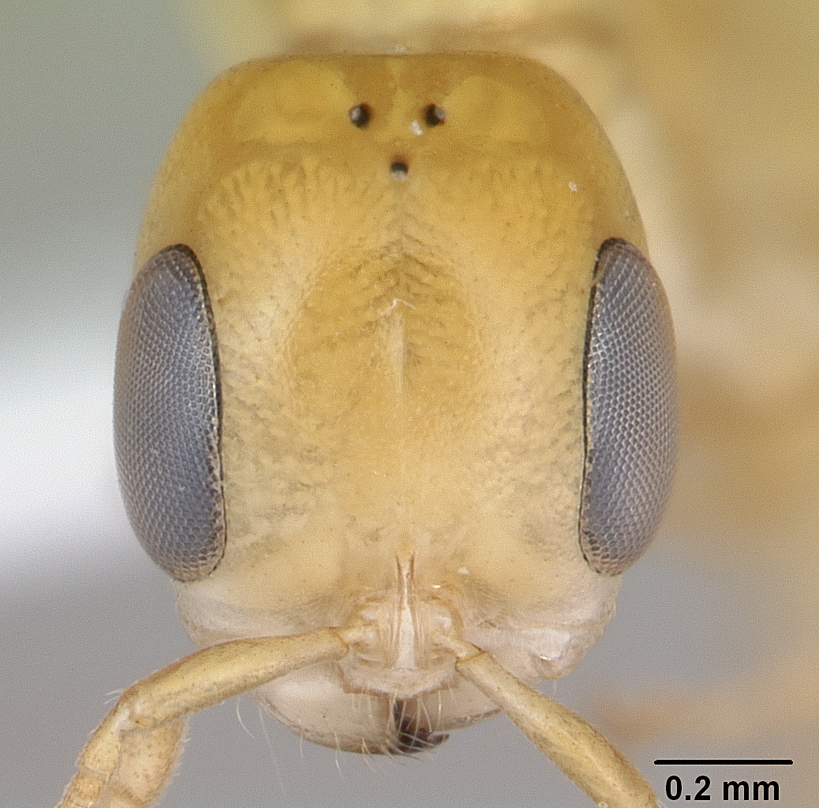